# Thomas Zelger (avvocato)
Thomas Zelger (Stans?, prima menzione 1523 – 1570) è stato un avvocato e politico svizzero.

## Biografia
Figlio di Kaspar Zelger e di Anna an der Egg, sposato con Margaretha Jakob. Avvocato e spesso accusatore, dal 1551 presiedette a più riprese il tribunale dei giurati. Di religione cattolica, fece parte del movimento nidvaldese, fallito attorno al 1550, che si oppose all'istituzione di consigli segreti e voleva rafforzare la Landsgemeinde. Ciononostante divenne Vicelandamano nel 1551, poi fu quattro volte Landamano nel 1554, 1559, 1564 e 1569. Il suo tentativo di arruolare una mezza compagnia al servizio francese fallì nel 1562 per la resistenza di Obvaldo, che voleva reclutare due terzi delle compagnie di Untervaldo.